# Flughafen San Antonio

i7
i11
i13
Der Flughafen San Antonio (englisch San Antonio International Airport, IATA-Code: SAT, ICAO-Code: KSAT) ist der größte Flughafen der Stadt San Antonio im US-Bundesstaat Texas. Früher hieß der Flughafen auch San Antonio Municipal Airport und Alamo Field.

## Lage und Verkehrsanbindung
Der San Antonio International Airport liegt elf Kilometer nördlich des Stadtzentrums von San Antonio. Die Interstate 410 verläuft unmittelbar südlich des Flughafens, während die U.S. Route 281 westlich des Flughafens verläuft. Der Flughafen wird durch Busse in den öffentlichen Personennahverkehr eingebunden, die Routen 5 und 7 der VIA Metropolitan Transit fahren das Passagierterminal regelmäßig an.

## Geschichte
Im Jahr 1941 erwarb die Stadt San Antonio eine fünf Quadratkilometer große Fläche nördlich der Stadt für einen geplanten San Antonio Municipal Airport. Nach Eintritt der USA in den Zweiten Weltkrieg wurde das Gelände durch die United States Army Air Forces übernommen und 1942 als Alamo Field eröffnet. Nach Ende des Krieges wurde der Flughafen wieder an die Stadtverwaltung übertragen und zur zivilen Nutzung freigegeben. Von 1951 bis 1953 wurde ein Empfangsgebäude (das spätere Terminal 2) errichtet, dass zur Weltausstellung von 1968 erweitert wurde.
Von 1975 bis 1984 wurde das  Terminal 1 (heute Terminal A) errichtet und die Kapazität von 8 auf 28 Flugsteige erhöht. 1986 wurde ein neuer Kontrollturm. Am 9. November 2010 wurde das Terminal B in Betrieb genommen, gleichzeitig wurde das Terminal 1 in Terminal A umbenannt. Das Terminal 2 wurde anschließend abgerissen.

## Flughafenanlagen
Der San Antonio International Airport erstreckt sich über 1052 Hektar.

### Start- und Landebahnen
Der San Antonio International Airport verfügt über drei Start- und Landebahnen, von denen zwei parallel verlaufen. Die Querwindbahn trägt die Kennung 04/22, ist 2592 Meter lang, 46 Meter breit und derzeit die längste Start- und Landebahn des Flughafens. Die Start- und Landebahn trägt die Kennung 13R/31L, ist 2591 Meter lang und ebenfalls 46 Meter breit. Die parallel verlaufende Bahn mit der Kennung 13L/31R wird aufgrund ihrer Länge von 1682 Metern bei einer Breite von 30 Metern vor allem von der allgemeinen Luftfahrt genutzt. Sie ist mit einem Belag aus Asphalt ausgestattet, während die anderen Start- und Landebahnen einen Belag aus Beton haben. Außerdem verfügen die Landebahnen 04, 13R und 31L über Instrumentenlandesysteme.

### Terminals
Der San Antonio International Airport verfügt über zwei verbundene Passagierterminals mit den Bezeichnungen A und B und einer Fläche von rund 59.644 Quadratmetern. Die Errichtung eines weiteren Terminals ist geplant.

#### Terminal A
Das Terminal A verfügt über 17 Flugsteige mit Fluggastbrücken, diese tragen die Bezeichnungen A1 bis A17. Über die Flugsteige A6 bis A9 sind die Einrichtungen zur Grenzkontrolle erreichbar, sodass an diesen Flugsteigen sowohl Inlandsflüge als auch internationale Flüge abgefertigt werden können. Das Terminal A wird von Aeroméxico, Alaska Airlines, Allegiant Air, Delta Air Lines, Frontier Airlines, Jetblue Airways, Southwest Airlines, Spirit Airlines, Sun Country Airlines, Viva Aerobus und Volaris genutzt.

#### Terminal B
Das Terminal B verfügt über zehn Flugsteige mit Fluggastbrücken, diese tragen die Bezeichnungen B1 bis B9 sowie B1A. Das Terminal B wird von American Airlines und United Airlines genutzt.

### Sonstige Einrichtungen
Der San Antonio International Airport verfügt über einen von der Federal Aviation Administration betriebenen Kontrollturm mit einer Höhe von rund 73 Metern. Er befindet sich in der Nähe der Passagierterminals.
Im Osten des Flughafens befinden sich Frachtterminals von FedEx, Lynx und UPS Airlines, ein weiteres Frachtterminal für die Abfertigung von Belly-Luftfracht befindet sich im Westen des Flughafengeländes.

## Fluggesellschaften und Ziele
Im Jahr 2022 wurden am Flughafen San Antonio rund 9,5 Millionen Passagiere zu Zielen in den Vereinigten Staaten und Mexiko abgefertigt. Größter Anbieter war dabei die Fluggesellschaft Southwest Airlines.
Derzeit wird der San Antonio International Airport von elf US-amerikanischen und drei mexikanischen Fluggesellschaften genutzt. Es werden Flüge zu 36 Zielen in den Vereinigten Staaten und sieben Zielen in Mexiko angeboten.

## Verkehrszahlen
| Jahr | Fluggastaufkommen | Fluggastaufkommen | Fluggastaufkommen | Luftfracht (Tonnen) (mit Luftpost) | Flugbewegungen (mit Militär) |
| Jahr | National          | International     | Gesamt            | Luftfracht (Tonnen) (mit Luftpost) | Flugbewegungen (mit Militär) |
| ---- | ----------------- | ----------------- | ----------------- | ---------------------------------- | ---------------------------- |
| 2022 | 8.906.641         | 555.808           | 9.462.449         | 121.639                            |                              |
| 2021 | 6.723.090         | 741.572           | 7.464.662         | 125.876                            |                              |
| 2020 | 3.820.880         | 207.684           | 4.028.564         | 120.077                            |                              |
| 2019 | 9.895.565         | 467.475           | 10.363.040        | 125.908                            |                              |
| 2018 | 9.629.310         | 415.101           | 10.044.411        | 123.612                            |                              |
| 2017 | 8.695.161         | 368.381           | 9.063.542         | 113.712                            | 160.776                      |
| 2016 | 8.218.044         | 400.061           | 8.618.105         | 107.981                            | 164.211                      |
| 2015 | 7.996.383         | 511.076           | 8.507.459         | 105.545                            | 168.051                      |
| 2014 | 7.904.981         | 464.765           | 8.369.746         | 105.838                            | 172.620                      |
| 2013 | 7.777.721         | 474.609           | 8.252.330         | 105.136                            | 176.666                      |
| 2012 | 7.821.503         | 421.718           | 8.243.221         | 117.181                            | 179.060                      |
| 2011 | 7.989.793         | 182.031           | 8.171.824         | 120.046                            | 178.113                      |
| 2010 | 7.897.750         | 136.794           | 8.034.544         | 123.809                            | 177.415                      |
| 2009 | 7.694.518         | 143.703           | 7.838.221         | 115.540                            | 194.657                      |
| 2008 | 8.181.296         | 177.219           | 8.358.515         | 128.275                            | 216.634                      |
| 2007 | 7.872.526         | 202.911           | 8.075.437         | 123.376                            | 219.437                      |
| 2006 | 7.832.798         | 199.138           | 8.031.936         | 128.876                            | 218.934                      |
| 2005 | 7.251.298         | 185.992           | 7.437.290         | 119.504                            | 214.771                      |
| 2004 | 6.807.918         | 191.254           | 6.999.172         | 119.800                            | 223.027                      |
| 2003 | 6.376.720         | 159.576           | 6.536.296         | 116.453                            | 261.751                      |
| 2002 | 6.513.342         | 201.274           | 6.714.616         | 121.076                            | 234.417                      |
| 2001 | 6.685.044         | 219.352           | 6.904.396         | 98.716                             | 236.196                      |
| 2000 | 7.061.810         | 243.525           | 7.305.335         | 124.675                            | 246.266                      |
| 1999 | 6.865.774         | 229.397           | 7.095.171         | 129.671                            | 256.232                      |

| Rang | Stadt                       | Passagiere | Fluggesellschaft                                    |
| ---- | --------------------------- | ---------- | --------------------------------------------------- |
| 01   | Dallas/Fort Worth, Texas    | 480.180    | American                                            |
| 02   | Atlanta, Georgia            | 421.460    | Delta, Frontier, Southwest                          |
| 03   | Denver, Colorado            | 353.990    | Frontier, Southwest, United                         |
| 04   | Phoenix–Sky Harbor, Arizona | 296.450    | American, Southwest                                 |
| 05   | Houston–Bush, Texas         | 292.860    | United                                              |
| 06   | Dallas–Love, Texas          | 287.260    | Southwest                                           |
| 07   | Las Vegas, Nevada           | 221.710    | Allegiant, Frontier, Southwest, Spirit, Sun Country |
| 08   | Houston–Hobby, Texas        | 182.510    | Southwest                                           |
| 09   | Charlotte, North Carolina   | 181.370    | American                                            |
| 10   | Los Angeles, Kalifornien    | 171.040    | American, Delta, Southwest                          |

## Zwischenfälle
Am 23. Juni 2023 rollte ein aus Los Angeles kommender Airbus A319-100 der Delta Air Lines (Luftfahrzeugkennzeichen N370NB) nach dem Delta-Air-Lines-Flug-1111 mit einem laufenden Triebwerk zum Gate, als ein Mitarbeiter des Bodenabfertigungsunternehmens Unifi Aviation am Gate in das laufende Triebwerk gesaugt und tödlich verletzt wurde. Die Gerichtsmedizin geht davon aus, dass sich der Mitarbeiter in suizidaler Absicht in den Gefahrenbereich begeben hat.